# Gruyère (brânză)
Gruyère este o brânză tare, cu pastă presată și nefiartă, originară din Elveția, mai precis din regiunea Gruyère, în cantonul Fribourg. Numele provine direct de la această zonă montană pitorească situată în partea vestică a țării.
Pe lângă Fribourg, Gruyère mai este produsă și în cantoanele Vaud, Neuchâtel, Jura și în părți din Berna. Este protejată de indicația geografică AOP (Appellation d'Origine Protégée⁠(d)), ceea ce înseamnă că doar brânza produsă conform normelor stricte și în această regiune poate purta numele de „Gruyère”.

## Originea istorică
Gruyère este atestată documentar încă din secolul al XII-lea. Primele mențiuni apar în documente din anul 1115, în legătură cu o mănăstire din Hauterive, care producea și comercializa brânză.
În Evul Mediu, păstorii din regiunea montană Gruyère duceau vacile vara pe pășunile alpine și produceau brânză la fața locului, în colibe tradiționale (numite alpages). Brânza rezultată era apreciată pentru capacitatea ei de a rezista mult timp – ideală pentru comerț și consum pe timp de iarnă.
Până în secolele XVII–XVIII, brânza Gruyère devenise deja un important produs de export pentru Elveția. Tradiția fabricării sale a fost transmisă din generație în generație, iar tehnicile au rămas aproape neschimbate.

## Caracteristici și proces de producție
- Tip: brânză tare, maturată
- Lapte: integral de vacă, nepasteurizat
- Textură: densă, fermă, uneori cu mici găuri (dar nu ca la Emmental)
- Gust: complex, fructat și ușor sărat, devine mai picant cu maturarea

Maturarea durează între 5 și 18 luni, perioadă în care brânza dezvoltă un profil aromatic bogat. Versiunile maturate mai mult sunt denumite uneori „Gruyère Réserve”.

## Protecție și denumire controlată
- Indicație Geografică Protejată (AOP): acordată în 2001
- Legea interzice producerea brânzei cu această denumire în afara regiunii desemnate și fără respectarea procesului tradițional.

## Utilizare culinară
Gruyère este versatilă și este una dintre brânzeturile de bază pentru:
- fondue (alături de Emmental și Appenzeller)
- quiche-uri, cum e Quiche Lorraine
- gratinuri, supe (ex: supa de ceapă gratinată)
- sandwich-uri calde (croque-monsieur)
- savurată ca atare, cu pâine și vin alb sec

## Distincții și reputație
- Gruyère este considerată una dintre cele mai bune brânzeturi elvețiene.
- A câștigat în repetate rânduri premii internaționale, inclusiv titlul de „Cel mai bun sortiment de brânză din lume” la World Cheese Awards (2022).